# 川州
川州，中国辽朝到明朝的州。
辽朝应历元年（951年），改白川州置川州，并设置长宁军节度使，治所在咸康县（今辽宁省朝阳市东北）。包括今辽宁省朝阳市、义县北部。金朝大定年间并入懿州，承安年间恢复，治所在宜民县（今辽宁省北票市东北）。泰和年间并入义州、兴中府。元世祖时恢复。明太祖洪武年间废除川州。

## 历任长宁军节度使
- 萧解里（995年）
- 耶律汉宁（1011年—1013年）
- 耶律阿果（1013年—1017年）
- 萧质（1017年—1019年）
- 萧克忠（1019年—1022年）
- 耶律遂忠（1022年）
- 韩橁（辽圣宗太平年间）
- 耶律贴不（1029年）
- 耶律福（1041年—1043年）
- 刘六符（1043年）
- 杨皙（杨绩）（辽兴宗重熙末年）
- 萧翥（1058年）
- 萧辇（1061年）
- 杨庶绩（1062年）
- 耶律英（1076年）
- 耶律孝淳（1077年）
- 萧宁（1079年）
- 萧伟（1080年）
- 耶律仪（1082年）
- 耶律仲（1085年）
- 萧孝恭（1088年）
- 耶律迪（1088年）
- 耶律宽（1089年）
- 耶律纯嘏（1091年）
- 萧昌祐（1092年）
- 大公鼎（辽天祚帝时）